# Unga vuxna
Unga vuxna skiljer sig från andra åldersspann rörande biologiskt, socialt och kognitivt avseende. 
Här inkluderas individer i de äldre tonåren och sena tjugoårsåldern, vars utvecklingsfas präglas av fortsatt psykologisk-, biologisk- och social mognad. Åldersgruppen betraktas som flytande men anges ofta till 16–29 år alternativt 16–25 år. Gränsdragningen nedåt kan involvera "byxmyndighet", allmän myndighetsålder eller ungdomstidens slut, och gränsen uppåt kan variera mellan 25 och 40 års ålder. Senare forskning dock visat att människor inte når vuxenmognad förrän runt 30 år, däribland i hjärnan som omdirigerar och finjusterar. Följaktligen kan 30 år indikera början av ung vuxen.
Flera kognitiva faktorer utmärker denna fas som instabilitet, självfokus och identitetsutforskande. Unga vuxnas biologi, i synnerhet                                                     pannloben, är inte fullt utvecklad förrän vid 25–30 års ålder. Pannloben reglerar bland annat planering, orienterings-, och initiativförmåga.                                              Inom det sociala är åldersgruppen 16–29 år en tid då unga vuxna smälter in i vuxenmiljön. Det är framförallt i denna period den unge träder i vuxenlivet genom exempelvis arbetslivet. 
I början av 2000-talet uppmärksammades en ny utvecklingsfas vid namn framväxande vuxenhet ("emerging adulthood") på grund av fördröjda milstolpar i                                           samhället. Detta rör ekonomisk oberoendehet, giftermål och barnafödande. Tidig vuxenålder kan omfatta sen adolescens, en period som uppdelas i ett tidigt, ett mellan och ett sent stadium. Definitionen av adolecenstiden varierar men numera omfattas åldersgruppen 10-24 år som ligger i linje med flera faktorer.

## Biologiska

Enligt hjärnfonden är pannloben inte fullt utvecklad förrän vid 25–30 års ålder. "Although the human brain matures in size during adolescence, important developments within the prefrontal cortex and other regions still take place well into one's 20" skriver Stephen Johnson. Enligt forskning mognar unga mäns hjärnor långsammare än unga kvinnors. Utvecklingen av funktionella nätverk kan pågå tills att männen är 40 år. Kvinnor visar också samma försening av de funktionella nätverken fast mycket tidigare.
Det finns påvisade bevis på att lillhjärnan, placerat på baksidan om hjärnan, även fortsätter att utvecklas långt in i 20-årsåldern. Förvisso reglerar denna komponent av hjärnan kognitiva funktioner vilket ligger i linje med pannloben. Lillhjärnan styr också andra nödvändiga funktioner vilket exempelvis rör muskelrörelsers koordination. Lillhjärnan är väldigt mottaglig för omgivningen och därmed kan den individuella utvecklingen vara avsevärt stor. Viktigt att betona är att både puberteten och hjärnutvecklingen (speciellt pannloben) är två viktiga utvecklingsfaser. Ett vanligt missförstånd är att beskriva puberteten och tonåring som en fas där enbart avsevärda utvecklingar tar plats. Den viktiga utvecklingen fortsätter, speciellt i hjärnan, tills att individen är runt 25 år.
Vanligtvis bryter visdomständerna längst bak i käken fram hos unga vuxna mellan 17 och 26 år. Vissa personer får dock aldrig någon visdomstand. Mellan 17 och 20/24 fortsätter den kroppsliga utvecklingen i form av exempelvis benmassa. Unga vuxna är könsmogna vilket innebär att de är tillräckligt utvecklad för förökning. Könsmogen kan anses synonymt med vuxen. Förutom detta uppnår unga kvinnor och unga män, generellt sätt, fullvuxen längd mellan 17 och 19 år. Unga mäns växt kan pågå till 18–19 åldern. Övergångsfasen från puberteten kan ses som en fas till ung vuxen. Lungorna är inte fullvuxna hos unga förrän vid 20–25 års ålder. De vanligaste problemen vid ung vuxen brukar vara depression, astma, diabetes, högt blodtryck och andra mentala problem. Hos unga kvinnor runt 25 års ålder är ben- och muskelutvecklingen färdigutvecklad, men naturliga hormonförändringar kan innebära att kroppsformen förändras enligt Dr Kieran Kennedy.
Även menstruationscykeln blir stabilare hos unga kvinnor runt 20 år då hormonella nivåerna blir mer regelbundna jämfört med tonårstiden. Ungas ansvarsvarsförmåga är fortfarande under utveckling. Den sociala- och emotionella mognaden är inte avklarad förrän 19-21 år och förmågan till självkontroll är fullt utvecklad vid åldersgruppen 23-25 år. Förutom detta utfördes en undersökning år 2016 där impulskontrollen under "vanliga" förhållanden och under känsloväckande situationer undersöktes. Deltagarna var bland annat åldersgrupperna 18-21 år och 25 år. 18-21 års gruppen kunde kontrollera impulserna lika väl som 25-åringar under emotionella neutrala förhållanden. Däremot under känsloväckande förhållanden fungerade 18-21 års gruppens impulsbeteende och hjärnaktivitet på liknande sätt som hos personer under 18 år. Detta enligt "Slopad straffrabatt hos unga myndiga" (lagen.nu 2018:85).
Den biologiska utvecklingen hos unga vuxna diskuterades i samband med ungdomsstraffrabatten. Ungdomar i 15-20-årsåldern får straffrabatt och får därmed ett lindrigare straff än vuxna lagöverträdare. I och med att straffrabatten slopades för unga myndiga döms ungdomar i 18-20 år till hårdare straff. I motargumenten förekommer bland annat pannlobens utveckling som enligt neurologisk och psykologisk forskning är färdigutvecklad vid 25 år. Liknande diskussioner framförs då bland annat Anders Alenskär, lagman i Lyckseles tingsrätt, bedömer att enbart slopa straffrabatten för 18-20-åringar och inte 15-17 årsgrupper är ologiskt. Istället, enligt Alenskär, skulle förslaget behandlar alla personer mellan 15 och 20 år.

## Kognitiva
Enligt professor Hwang vid Högskolan Väst består identitetsutvecklingen av två byggstenar; att ta ställning och att utforska. Identitetssökningen associeras av fyra olika faser exempelvis moratorium (konstant utforskning av identitet) och diffus identitet (varken något ställningstagande eller identitsutforskning). Unga kvinnor genomgår ofta en snabbare  identitetsutveckling än unga män. En studie indikerar att fler unga kvinnors identitet är "fullbordad" vid 25 års åldern. I likhet med detta visar neurovetenskapen att ungas självbild, känslomässig mognad och omdöme påverkas tills pannloben är färdigutvecklad. Detta kan innebära att unga vuxna kan vara känsligare mot följande: 
- Stressiga situationer (såsom konkurrens med andra, långa arbetsdagar och hård press i omgivningen)
- Ångest (som kan uppstå av flera olika orsaker)

Även andra mentala problem, utöver ovanstående exempel, kan unga vuxna också drabbas av.
I och med att pannloben utvecklas förbättras olika färdigheter som kritiskt tänkande, omdöme och konsekvenstänk. Utöver detta är psykiska besvär vanligast hos unga män och kvinnor i åldersgruppen 16–29 år enligt den nationella folkhälsoenkäten. År 2022 uppgav 46 procent av de unga männen och 73 procent av de unga kvinnorna att de bland annat upplevde:
- Ångest och oro (olika faktorer kan orsaka dessa psykiska problem) [16]
- Självmordstankar (ökningen hos åldersgruppen 20-29 år, men inte bland unga mellan 15 och 19 år) [17]

Stress är vanligt bland alla människor, men vanligare hos unga vuxna. Flera faktorer gör unga vuxna är stressade. En faktor kan vara att de har mindre kontroll över arbetslivet. Ytterligare en anledning kan vara bostadsfrågor där bostadspriserna är höga. En annan faktor kan vara att unga vuxna jämför sina resultat med andra människor. Det kognitiva schemat byggs upp på samma sätt hos alla människor (även unga vuxna) där schemat enligt psykologiguiden är ett mönster som att fatta beslut, lösa problem och uppfinna. En orsak till det kognitiva schemat är tidigare erfarenheter. Det kognitiva hos unga är en av orsakerna till argumentet att straffrabatten för unga myndiga ska behållas. 

## Sociala
Redan under 2000-talet grundades begreppet framväxande vuxenhet ("emerging adulthood") av Jeffrey Arnett, en tid där unga vuxna växer in i vuxenlivet. Majoriteten av unga upplever fasen mellan 20 och 29 år i västerländska kulturer. Framväxande vuxenhet utgörs av fem stolpar, nämligen utvecklingsidentitet, instabilitet, självfokusering, möjligheternas ålder och åldern att känna sig emellan. Hos unga vuxna sker en rad milstolpar vid olika tidpunkter i livet exempelvis myndig, arbetslivet, straffmyndig, universitet och gymnasiet. Runt 2022 låg etableringsåldern på omkring 25 år för unga män och unga kvinnor, vilket är en sänkning mot från slutet av förra seklet. Under 2016–2021 ökade förvärvsarbetet bland unga män och kvinnor i 16 års ålder.
Medianåldern för inträde på universitetet och högskola låg under 2022 runt 20–21 års ålder samtidigt som en större andel unga vuxna (18–21 år) har tagit B-körkort jämfört med tidigare. Medelåldern för barnafödande har skjutits upp i åldern till skillnad mot tidigare decennier och låg år 2022 runt 30 år. Medelåldern för  barnafödande bland kvinnor har ökat från 26 år till 30 år mellan 1970 och 2022. Medelåldern för giftermål var omkring 25 år runt 1950 jämfört med dagens 40 år. Detta innebär att färre unga vuxna gifter sig idag jämfört med tidigare. Enligt en statlig utredning från 1969, var den genomsnittliga åldern vid sexdebuten  
17 år för unga män och unga kvinnor. Ungdomsbarometern visar att den sexuella aktiviteten mellan 16 och 30 år har minskat från år 2003 till 2020 för båda könen.
Enligt undersökningen i DN konstaterades att individer växer in i vuxenlivet under samma tidpunkt som för 20–30 år sedan, förutom att åldern för giftermål och barnafödande har ökat. Medianåldern vid flytt från föräldrahemmet var år 2013 ungefär 21 år. Enligt "Genomsnittsålder att flytta hemifrån" var genomsnittsåldern, att flytta hemifrån under 2015, 19,6 år. Svenska ungdomar flyttade mycket tidigare än genomsnittsåldern i Europa (26,1 år). I Kroatien är snittet att frigöra sig från barndomshemmet 31,9 år. Däremot visar data från hyresgästföreningen (2023) att fler unga vuxna mellan 20 och 27 år bor hemma. Orsakerna till detta beror enligt Johan Nyhus på minskad bostadsbyggande och stigande bostadskostnad; "– Med den höga inflationen så har hushållens reala köpmöjlighet minskat rejält och det påverkar ju även förstagångsköpare. Trots att bostadspriserna har fallit så har ungas möjlighet att köpa bostad nog försämrats med den höga inflationen och ränteuppgången. Bankerna har som följd justerat upp både sina kalkylräntor och nödvändiga levnadsomkostnader vid kreditprövningen".
I slutsatsen beskrevs att unga individer träder in i vuxenlivet vid samma åldrar som förr 20-30 år sedan. Medelåldern för giftermål och barnafödande har samtidigt stigit upp i åldrarna, men vid inträde av exempelvis arbetslivet har förändringen varit liten. Vilka orsakerna är till detta diskuterades inte i undersökningen. Att bli myndig brukar anses som en stor milstolpe där 18-åringar (juridiskt sett) betraktas som myndig enligt lag. Samtidigt visar forskningen att pannlobens utveckling pågår långt efter 18-årsåldern.  
Vissa rättigheter som ingår i myndighetsåldern tar plats längre fram i livet exempelvis giftermål. Mer information om myndighetsåldern kan läsas på myndig som informellt kan kopplas till juridiskt vuxen. En del rättigheter infaller även i äldre åldrar än 18 år såsom rätten av att handla på systembolaget. Svenska trafikforskare vill höja körkortsåldern vilket grundar sig i hjärnforskning. I enlighet med de ska åldern höjas till 25 år.  